# Нижняя Вуопа
Нижняя Вуопа — река в России, протекает по территории Луусалмского и Боровского сельских поселений Калевальского района Республики Карелия. Длина реки — 25 км, площадь водосборного бассейна — 106 км².
Река вытекает из безымянной заболоченной ламбины сначала под названием Верхняя Вуопа, втекает и вытекает из озера Верхнее Вуопаярви (расположенное на высоте 140,3 м над уровнем моря), после чего втекает в озеро Среднее Вуопаярви (расположенное на высоте 125,2 м над уровнем моря) и вытекает из него уже под названием Средняя Вуопа. Затем втекает в озеро Нижнее Вуопаярви (расположенное на высоте 106,8 м над уровнем моря), откуда вытекает под названием Нижняя Вуопа, после чего впадает в озеро Нижнее Куйто (расположенное на высоте 101,1 м над уровнем моря).
Населённые пункты на реке отсутствуют.

## Данные водного реестра
По данным государственного водного реестра России относится к Баренцево-Беломорскому бассейновому округу, водохозяйственный участок реки — Кемь от истока до Юшкозерского гидроузла, включая озёра Верхнее, Среднее и Нижнее Куйто. Речной бассейн реки — бассейны рек Кольского полуострова и Карелии, впадает в Белое море.